# ادواردو لیما (بازیکن فوتبال برزیلی)
ادواردو لیما (انگلیسی: Eduardo Lima; ۲۲ اوت ۱۹۲۰ – ۱۷ ژوئیهٔ ۱۹۷۳) بازیکن فوتبال اهل برزیل بود.
از باشگاه‌هایی که در آن بازی کرده‌است می‌توان به باشگاه فوتبال پالمیراس اشاره کرد.
وی همچنین در تیم ملی فوتبال برزیل بازی کرده‌است.